# Raggarvägstekel
Raggarvägstekel (Ferreola diffinis) är en stekelart som först beskrevs av Amédée Louis Michel Lepeletier 1845.  Raggarvägstekel ingår i släktet fenvägsteklar, och familjen vägsteklar. Enligt den finländska rödlistan är arten sårbar i Finland. Enligt den svenska rödlistan är arten sårbar i Sverige. Arten förekommer i Götaland, Svealand och Nedre Norrland. Arten har tidigare förekommit på Gotland men är numera lokalt utdöd. Artens livsmiljö är åsmoskogar.